# 马讷 (上加龙省)
马讷（法語：Mane，法語發音：[man] ⓘ）是法国上加龙省的一个市镇，属于圣戈当区。

## 地理
马讷（43°4'55"N, 0°57'6"E）面积6.59 平方千米，位于法国奧克西塔尼大區上加龙省，该省份为法国西南部内陆省份，西南端与西班牙接壤，自此顺时针与上比利牛斯省、热尔省、塔恩-加龙省、塔恩省、奥德省和阿列日省接壤。
与马讷接壤的市镇（或旧市镇、城区）包括：菲加罗勒、伊镇、蒙加亚尔德萨利、蒙索内斯、萨利斯迪萨拉特、图耶。

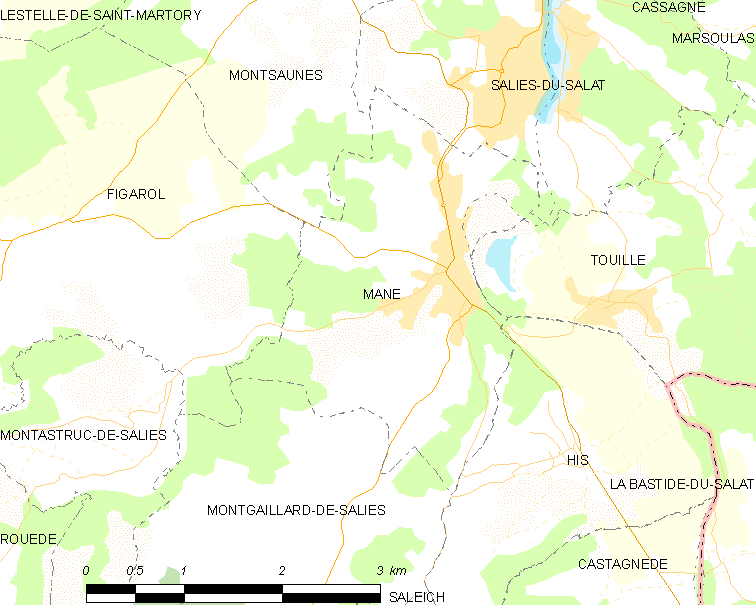
的OSM定位图

马讷的时区为UTC+01:00、UTC+02:00（夏令时）。

## 行政
马讷的邮政编码为31260，INSEE市镇编码为31315。

## 政治
马讷所属的省级选区为巴涅尔德吕雄县。

## 人口

1962-2008年间人口变化图示

马讷于2022年1月1日时的人口数量为961人。